# Katia-Sofía Hakim
Katia-Sofía Hakim (Bayona, 1988) es una poeta, traductora, y musicóloga franco-libanesa. 

## Biografía
Katia-Sofía Hakim es miembro del comité de redacción y directora de comunicación de Place de la Sorbonne, revista internacional de poesía contemporánea publicada por Sorbonne Université Presses (SUP). Junto con Stéphane Chaumet, traduce al francés la obra poética de Cristina Peri Rossi.
Poeta, escribe en francés y en español. Sus poemas están publicados en antologías y revistas de Francia (metropolitana y de ultramar), España, Italia, México, Argentina, Chile, Costa Rica, Estados Unidos, Turquía y Líbano. Participa en diferentes festivales internacionales de poesía, como la "Biennale de Poètes en Val-de-Marne" en Francia, el festival "Poesía en el laurel" o el Día Mundial de la Poesía (Granada Ciudad de Literatura UNESCO) en España, el festival "En el Lugar de los Escudos" en México, el "Women in Translation Month" (PEN America Translation Committee) en Estados Unidos, o el "Teerandaz Poetry Festival" en Bangladés. Presentó la primera edición de la Lebanese Diaspora Energy (LDE) en Europa, transmitida en vivo por Télé-Liban. Trabaja en proyectos multidisciplinares en diálogo con artistas como Flore Chemin, José Manuel Darro o Hugues Absil, o con arquitectos como Elisa Valero y Cristina Hurtado Campaña. 
Diplomada por el Conservatoire National Supérieur de Musique de Paris (CNSMDP) y profesora titular de la competición francesa "l'agrégation", Katia-Sofía Hakim da clases en la Facultad de Letras de la Universidad de la Sorbona, en la Universidad Sorbonne Nouvelle y en la Universidad de Granada. Sus investigaciones se centran en la música de la primera mitad del siglo XX en Francia y España, la relación entre música y literatura, la poesía contemporánea y la enseñanza de la música en general. 
Investigadora invitada en el Archivo Manuel de Falla de Granada, está haciendo una tesis de doctorado sobre el teatro musical de Manuel de Falla bajo la dirección de Jean-Pierre Bartoli e Yvan Nommick. Fue directora de la Cita Cultural Francesa con Granada.
Es la hija del compositor y organista Naji Hakim.

## Estilo
En sus textos, Katia-Sofía Hakim reivindica “un poco de brutalidad en un mundo de poesía”. El trabajo rítmico, incluso en sus poemas en prosa, otorga a su escritura un fuerte poder de evocación. Su experiencia como música se puede notar en la búsqueda formal de una escritura poética basada en la precisión. Muchos de sus poemas, ambientados en paisajes urbanos, ponen en escena realidades sociales del mundo contemporáneo. Para el poeta y crítico francés Olivier Barbarant, “el horror del mundo, la banalidad cotidiana del mal han encontrado con esta joven poeta su lenguaje”.

## Publicaciones

### Poesía
- "Alguien se acordará de nosotras", Blanca Berjano (trad.), Aullido literatura, Madrid, 2022[15]
- Abortos, Nueva York Poetry Review, Amarú Vanegas y Marisa Russo (ed.), New York, 2021[16]
- "Nothing", Beltway Poetry Quarterly, January 2021: Volume 22:1, "The Dream Returned", Indran Amirthanayagam (trad.), Washington, DC, 2021[17]
- "Tuzveren", Akdeniz Daktilosu, İzmirli Fransız-Türk Kültür Sanat Köprüsü (Le Dactylo Méditerranéen, Le pont culturel franco-turc depuis Izmir), Deniz Dağdelen Düzgün (trad.), Izmir (Turquie), 2021[18]
- « "Halogène" et autres poèmes », Recours au poème, Numéro 206 – Janvier/Février 2021, Marilyne Bertoncini et Carole Mesrobian (éd.), Paris, 2021[19]
- « Les grappes d'Ovide », Phaéton, revue pluridisciplinaire : écrire, transmettre, Pierre Landete (éd.), Bordeaux, éditions Phaéton, 2020[20]
- عودة الكلمات إلى البيت... كاتيا-صوفيا حكيم (« Las palabras vuelven a casa »), Anas Alaili (trad.), Arab 48, Haïfa, noviembre de 2020[21][22]
- Mitología del río (Vol. I), Emilio Paz (ed.), Buenos Aires, Liberoamérica, noviembre de 2020[23]
- Antología de poesía femenina contemporánea, segunda edición, Virginia Fernández Collado (ed), Tombuctú, Fondo Kati, 2020[24]
- "Brillantes mensajeros en fuga", Buenos Aires Poetry, revista & editorial de poesía, Rodrigo Arriagada Zubieta (trad.), Juan Arabia (ed.), Buenos Aires, julio de 2020[25]
- "Halógena", Altazor, revista electrónica de literatura, 1 época, año 2, Mario Meléndez Muñoz (éd.), Fundación Vicente Huidobro, Santiago de Chile, julio de 2020.[26]
- L'Orient littéraire n°169, supplément mensuel au quotidien francophone libanais L'Orient-Le Jour, Alexandre Najjar (dir.), Beyrouth (Liban), julio de 2020, p. IV.[27]
- « Zaatar », Ablucionistas, revista cultural internacional, Jorge Contreras (éd.),Tizayuca, Hidalgo, México, 2020.[28]
- "Un poema de Katia-Sofia Hakim (Francia), participante del Festival Internacional de Poesía en el Lugar de Los Escudos (México)", Más allá de la Cortina, diario de noticias internacionales, Cátedra Virtual Autónoma de Filosofía Política, Heredia, Costa Rica, junio de 2020.[29]
- « Mensajeros rojos de la fuga », El Toro de Barro, Carlos Morales del Coso (éd.), Carboneras de Guadazaón, Cuenca, Ediciones El Toro de Barro, 2020.[30]
- Gustave n°100, quinzomadaire de poésie, Stéphane Bataillon (dir.), Paris, La Septième Sphère, 18 de mayo de 2020.[31]
- Gustave n°99, hebdomadaire de poésie, Stéphane Bataillon (dir.), Paris, La Septième Sphère, 11 de mayo de 2020.[32]
- "Katia-Sofía Hakim: poesía de Francia", La experiencia de la libertad, Gaceta electrónica de literatura, Mario Urquiza Montemayor (dir.), México, 2019.[33]
- "Cuesta", Roja Melancolía: un catálogo de la obra de José Manuel Darro, Universidad de Granada, 2019, p. 80-81.[34]
- "Fausses couches", Pan 5, revue littéraire et dessinée, Jean-Baptiste Labrune y Jérémie Fischer (éd.), Paris, Magnani, 2019, p. 93-118.[35]
- "Poeti di Place de la Sorbonne: poésie de Katia-Sofia Hakim", YAWP: giornale di litterature e filosofie, Annalisa Guzzardi (trad.) et Paolo Pitorri (éd.), Roma, 2019.[36]
- Génération Poésie debout, anthologie des nouvelles écritures poétiques, Francis Combes (éd.), Montreuil, Le Temps des Cerises, 2019, p. 130-141.[37]
- Sonate pour harpe, musique de Naji Hakim, Mayence, Schott Music, 2018.[38]
- "Poèmes d'ici", L'Orient littéraire n°136, supplément mensuel au quotidien francophone libanais L'Orient-Le Jour, Alexandre Najjar (dir.), Beyrouth (Liban), octubre de 2017, p. IV.[39]
- Place de la Sorbonne n° 7, Revue internationale de poésie de Paris-Sorbonne et de l'ESPE de Paris, Laurent Fourcaut (éd.), PUPS, 2017, p. 290-303.[13]

### Crítica literaria
- « Blanc de Jeanine Baude », Place de la Sorbonne n°11, Paris, SUP, 2022
- "je neige (entre les mots de villon) de Laure Gauthier", Place de la Sorbonne n°10, Paris, SUP, 2020[40]
- "Esprits de vin, (intimes libations) de François Rannou", Place de la Sorbonne n°10, Paris, SUP, 2020[40]
- « Suites Chromatiques II de Jacques Sicard », Place de la Sorbonne n°9, Paris, SUP, 2019, p. 127-130.[41]
- « Notice sur les poèmes de Pierre Landete », Place de la Sorbonne n°9, Paris, SUP, 2019, p. 118-121.[41]
- « kaspar de pierre de Laure Gauthier », Place de la Sorbonne n°8, Paris, SUP, 2018, p. 299-301.[42]
- « Notice sur les poèmes de Milène Tournier », Place de la Sorbonne n°8, Paris, SUP, 2018, p. 113-117.[42]

### Música y musicología
- "El impacto de El retablo de maese Pedro. Repertorios: producciones escénicas, discografía, bibliografía", in Cuántas trompetas que suenan... El retablo de maese Pedro, un nuevo Manuel de Falla entra en escena, Alfredo Aracil (ed.), Granada, Fundaciо́n Archivo Manuel de Falla, 2023.[43]
- "Candelas, femme de lumière : une analyse du personnage féminin dans L'Amour sorcier de Manuel de Falla (1915)", Phaéton, revue pluridisciplinaire : écrire, transmettre, Pierre Landete (éd.), Bordeaux, éditions Phaéton, 2021[44]
- "Falla y París: utopía y realidad", aniversario de la muerte de Manuel de Falla, Granada Hoy, 2021[45]
- "Renard (1915-1916) : Stravinsky et Ramuz en contrepoint rythmique", Centenaire d’Histoire du soldat, Les Amis de Ramuz, Bulletin n°39, Jean-Louis Pierre (éd.), Tusson, Du Lérot, 2019, p. 70-90.[46]
- « El influjo de la obra de Igor Stravinski en el proceso de composición del Retablo de Maese Pedro de Manuel de Falla (1923) », Musicología en el siglo XXI: nuevos retos, nuevos enfoques, IX Congreso de la SEdeM (Sociedad Española de Musicología), Universidad Autónoma de Madrid, Begoña Lolo y Adela Presas (éd.), 2019, p. 1829-1848.[47]
- « La pratique de la composition dès les premières années de Formation musicale », L’enseignement de la culture musicale II : aux miroirs du réel, Mathilde Catz (éd.), Sampzon, éditions Delatour France, 2019, p. 391-404.[48]

### Traducciones
- Nancy Huston, Llevo tantos años amándote, con Roberto Domínguez Fraile, ilustrado por Rachid Koraïchi, Barcelona, La Cama Sol, 2025[49]
- Epistolario: Manuel de Falla y la salud, Universidad de Granada, Archivo Manuel de Falla, 2024[50]
- Cristina Peri Rossi, Babel barbare et autres poèmes, con Stéphane Chaumet, Paris, Seuil, 2023.[51]
- Elisa Valero, La théorie du diamant et le projet d'architecture, Paris, Les Presses du réel, Cosa Mentale, 2021[52]
- Anclao en París : tango, milonga, vals, Johannes Pramsohler (éd.), Paris, Audax Records, 2019.[53]

## Entrevistas
- Deniz Dağdelen Düzgün, Akdeniz Daktilosu n°2, İzmirli Fransız-Türk Kültür Sanat Köprüsü (Le Dactylo Méditerranéen, Le pont culturel franco-turc depuis Izmir), Izmir (Turquie), 2021[54]
- José Eugenio Sánchez y José Antonio Pérez Robleda, "ripio asintomático, el reality de la poesía americana", el noticiero de poesía, Monterrey, 2021[55]
- Wendy Alvarado, "Emergente", Radio U, Universidad de Costa Rica, julio del 2020[56]
- Joseph Maroun, "Invitation au dialogue, invitation au voyage : la mer comme espace de rencontre et de création", conversation entre Katia-Sofia Hakim et Cristina Hurtado Campaña, Arz Lebnaan n°23, Le Magazine des Amis du Liban-Tahiti, Papeete (Polynésie française), 2019, p. 22-23.[57]
- Norberto Barleand, "Autobús de noche", Art7 TV, Buenos Aires, Fundación Argentina para la Poesía, 2019.[58]
- Amandine Teyssier, "Katia-Sofia Hakim, poétesse contemporaine", Catalyz'Her, la révolution professionnelle au féminin, París, 2018.[59]
- Zeina Saleh Kayali, "Le Liban fait partie de mes projets et de mon avenir", Beyrouth, L'Agenda culturel, 2017.[60]

## Recepción
- Alfredo Pérez Alencart, "De México al mundo: En el Lugar de los Escudos, un atractivo Festival Internacional de Poesía", Salamanca, 14/06/2020[7]
- Antonio Arenas, "El frío y la lluvia no desanima a los amantes de la poesía", Ideal, Diario regional de Andalucía, Granada, 14/11/2019[61]
- José Antonio Muñoz, "Poetas europeos y americanos, unidos por la palabra en Granada", Ideal, Diario regional de Andalucía, Granada, 14/11/2019, p. 54[62]
- Antonio Arenas, “Arranca la IX edición del Festival de Otoño de Poesía, del Libro y de la Edición”, Ideal, Diario regional de Andalucía, Granada, 11/11/2019[63]
- Elena Romella, "Poesía contemporánea francesa: Par le soupirail, tra poesie e illustrazioni (Éditions Pan / Éditions Magnani), YAWP: giornale di litterature e filosofie, Roma, 2019[64]
- Olivier Barbarant, "Les quatre vents de la poésie", Europe, revue littéraire mensuelle, septiembre-octubre 2019, n°1085-1086, p. 281-282[14]
- “Versos pacíficos en el arranque del festival 'Poesía en el Laurel'”, Ideal, Diario regional de Andalucía, Granada, 07/08/2019[65]
- José Antonio Muñoz, "La Zubia vuelve a unir música y poesía bajo el Laurel", Ideal, Diario regional de Andalucía, Granada, 06/08/2019, p. 43[66]
- Francis Combes et Patricia Latour, "Que nous disent les jeunes poètes ? (2)", Cerises n°339, 15/12/2018, p. 8-9[67]
- Zeina Saleh Kayali, "Moment poétique et musical avec Naji Hakim", Beyrouth, L'Orient-Le Jour, quotidien francophone libanais, 01/11/2017[68]
- Laurent Fourcaut, Notice sur les poèmes de Katia-Sofia Hakim, Place de la Sorbonne n°7, París, 2017[13]
- Paule Romeyer Dherbey, "Le Printemps de la poésie", parties 1 et 2, Jardin de Poésie, RCF Bordeaux, 18, 20, 27 y 29 de mayo del 2017[69]